# Blood Money (album)
Blood Money fra 2002 er Tom Waits' musik til teaterstykket Woyzeck.
I samarbejde med Robert Wilson blev stykket nyfortolket og opsat på Betty Nansen Teatret i København. Det udkom samme dag som albummet Alice. Albummet er igen fremstillet i tæt samarbejde med Kathleen Brennan.